# Ncoro
Ncoro (em ibo: Nkoroo) é uma cidade do estado de Rios, na área de Opobo-Ncoro, na Nigéria. Em 2016, havia 35 946 habitantes.